# Teatro dei Varii
Il Teatro dei Varii si trova a Colle di Val d'Elsa.

## Storia
Posto quasi di fronte al Palazzo del Comune o dei Priori, ha secondo la tradizione, origini antichissime: prima ospizio e poi rifugio dei Santi Faustino e Giovita, perseguitati nel II secolo d.C.
Nel corso del tempo sarebbe poi diventato ospedale lungo la Via Francigena e, successivamente, ritrovo di intrattenimenti musicali e teatrali e letterari dell'Accademia dei Varii, che acquisì i locali verso la metà del 1700.
Fu quindi deciso di riadattarlo come teatro, di cui la nobiltà e la classe benestante colligiana (che prosperava come l'economia colligiana in quel periodo grazie soprattutto alle numerose cartiere) avvertivano la necessità.

### La costruzione
Al colligiano Ferdinando Morozzi, che diverrà famoso come cartografo ed ingegnere idraulico granducale, fu affidato inizialmente l'incarico di redigere il progetto del teatro. Successivamente fu deciso di affidare l'incarico ad un esperto nel settore, Antonio Luigi Galli Bibiena che già si trovava a Siena per il rifacimento del Teatro degli Intronati, che era stato distrutto da un incendio.
Il progetto prevedeva tre ordini di palchi per consentire a tutte le famiglie nobili colligiane di avere a disposizione il proprio palchetto.
Dopo alcune traversie per il reperimento dei fondi necessari, il teatro fu inaugurato ufficialmente in occasione del carnevale del 1762, con le rappresentazioni della Merope di Voltaire e della Vedova scaltra di Carlo Goldoni.

### L'attività
Numerose le opere musicali e teatrali che vi sono state rappresentate.
Nel 1826 Il Teatro subì un restauro generale che venne affidato alla direzione dell'ingegnere Rodolfo Castinelli di Pisa, progettista dei lavori, cui si affiancarono, per gli scenari, lo scenografo del Teatro della Pergola di Firenze Luigi Facchinelli e, per le decorazioni, Antonio Marini.
Le rappresentazioni teatrali che seguono hanno tutte una connotazione liberale: vi sono infatti rappresentate, tra le altre, opere di Vittorio Alfieri e di Silvio Pellico.
L'attività teatrale, comunque, non è continuativa (il teatro resterà aperto solo per determinati periodi dell'anno) e, soprattutto, non avrà quella vivacità da più parti sperata.
Con la costruzione del nuovo e più grande Teatro del Popolo, che sarà inaugurato nel 1921 per poi diventare Teatro del Littorio, il Teatro dei Varii viene relegato in posizione marginale, ospitando saltuariamente veglioni, conferenze e concerti. Durante la seconda guerra mondiale fu adibito a sede del Comando militare inglese.
Nel periodo post bellico il teatro fu adibito a cinematografo fino alla sua chiusura nel 1971.

### Il restauro
Nel 1982 l'ente morale Accademia dei Varii ha donato il teatro all'Amministrazione Comunale di Colle di Val d'Elsa perché provvedesse alle improcrastinabili opere di restauro e conservazione, che sono iniziate nel 1985 e concluse nel 1991, facendo diventare il teatro un vero gioiellino.
L'intervento di restauro è stato complesso soprattutto per la necessità di adattare la struttura alle nuove norme sulla sicurezza: sono stati ristrutturati tutti i locali annessi, come quelli destinati alla Scuola di Musica; spazi preesistenti sono stati riutilizzati per ricavare il ridotto, capace di ospitare circa 100 persone, un foyer, un bar ed un guaradaroba; sono stati mantenuti i tre ordini di palchi. Il teatro ha una capienza di circa 200 posti (78 in platea e 122 nei palchi).
Attualmente il teatro è utilizzato per rappresentazioni teatrali sperimentali e di avanguardia, per i concerti della stagione musicale e per mostre d'arte.